# شطيرة السمك
شطيرة السمك هي (بالألمانية: Fischbrötchen) شطيرة مصنوعة من السمك و مكونات أخرى كالصامول الأبيض أو البصل المجفف، قثاء مخلل، صلصلة الرملد، كريمة فجل الخيل الريفي، كتشب، أو صلصة الكوكتيل. وهي مشهورة في شمال ألمانيا، بسبب قرب المنطقة من بحر الشمال وبحر البلطيق.

## معرض الصور

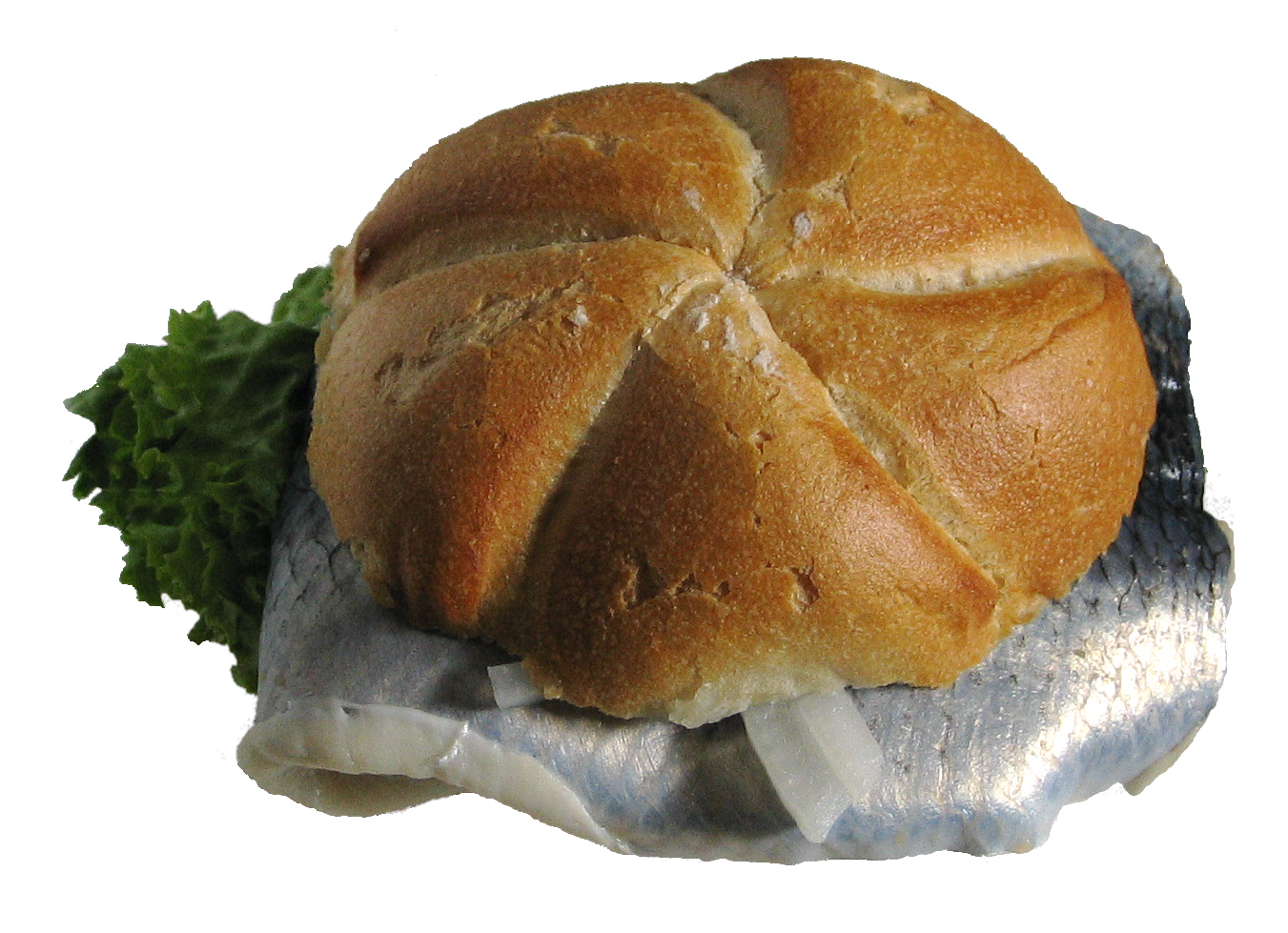
شطيرة السمك
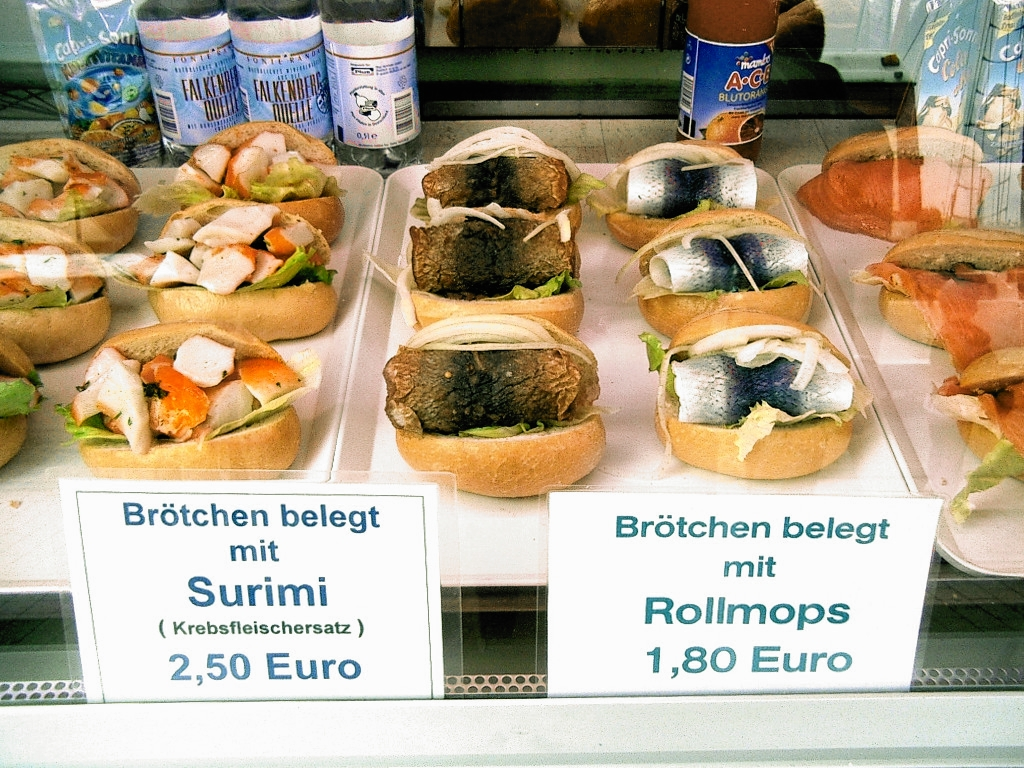
أنواع عديدة من شطائر السمك ومنها نوعية الـ"Rollmops"